# Judo al XVIII Festival olimpico estivo della gioventù europea
Le competizioni di judo al XVIII Festival olimpico estivo della gioventù europea si sono svolte dal 22 al 26 luglio 2025 a Kisela Voda, in Macedonia del Nord. 

## Podi

### Ragazzi
| Evento | Oro              | Argento                      | Bronzo                    |
| −50 kg | Rza Khalilli     | Alejandro Chiarroni Cutillas | Saba Bolkvadze            |
| −50 kg | Rza Khalilli     | Alejandro Chiarroni Cutillas | Axel Cuq                  |
| −55 kg | Rasul Alizada    | Kristian Butuci              | Alin Marian Sorici        |
| −55 kg | Rasul Alizada    | Kristian Butuci              | Silvano Cori              |
| −60 kg | Khazar Heydarov  | Zeyd Alasgarov               | Vakhtangi Tchiaberashvili |
| −60 kg | Khazar Heydarov  | Zeyd Alasgarov               | Ferenc Fedora             |
| −66 kg | Boris Jankovic   | Tyn Zwiers                   | Zygimantas Karalevicius   |
| −66 kg | Boris Jankovic   | Tyn Zwiers                   | Illia Nazarenko           |
| −73 kg | Veljko Varničić  | Wassili Gamezardaschwili     | Mahammad Agakishiyev      |
| −73 kg | Veljko Varničić  | Wassili Gamezardaschwili     | Tigran Sarukhanyan        |
| −81 kg | Tajus Babaicenko | Mychajlo Soljanyk            | Giorgi Mumladze           |
| −81 kg | Tajus Babaicenko | Mychajlo Soljanyk            | Konstantin Distel         |
| −90 kg | Majus Genys      | Giorgi Surabaschwili         | Artur Makarenko           |
| −90 kg | Majus Genys      | Giorgi Surabaschwili         | Sieb Griede               |
| +90 kg | Daniel Csermák   | Azriel Dekenne Diffo         | Ioane Abalaki             |
| +90 kg | Daniel Csermák   | Azriel Dekenne Diffo         | Subhan Akhundov           |

### Ragazze
| Evento | Oro                         | Argento                  | Bronzo                      |
| −40 kg | Fenne Peeters               | Yağmur Yılmaztürk        | Julia Blaszczyk             |
| −40 kg | Fenne Peeters               | Yağmur Yılmaztürk        | Nóra Takács                 |
| −44 kg | Gulshan Huseynova           | Yuval Gabay              | Viktoria Grigoryan          |
| −44 kg | Gulshan Huseynova           | Yuval Gabay              | Denisa Serban               |
| −48 kg | Celine Iddir                | Nurana Hajizada          | Viktoria Kiss               |
| −48 kg | Celine Iddir                | Nurana Hajizada          | Gabriela Herta              |
| −52 kg | Mónica Martínez de Rituerto | Hannah Glauner           | Aysun Mammadova             |
| −52 kg | Mónica Martínez de Rituerto | Hannah Glauner           | Alexandra Chiron            |
| −57 kg | Jolina Reinhold             | Hanna Babulfath          | Julia Siemko                |
| −57 kg | Jolina Reinhold             | Hanna Babulfath          | Enise Zijade                |
| −63 kg | Ilariia Tsurkan             | Rümeysa Hatice Kılıçkaya | Nina Andrić                 |
| −63 kg | Ilariia Tsurkan             | Rümeysa Hatice Kılıçkaya | Ingrid Constanze Komodowski |
| −70 kg | Aleksandra Andrić           | Valerie Tombou Kana      | Isabel Bob                  |
| −70 kg | Aleksandra Andrić           | Valerie Tombou Kana      | Ana Bešker                  |
| +70 kg | Emma Feuillet-Nguimgo       | Antea Ajduković          | Milica Radaković            |
| +70 kg | Emma Feuillet-Nguimgo       | Antea Ajduković          | Kristýna Kaszperová         |

### Misto
| Evento         | Oro    | Argento  | Bronzo  |
| Gara a squadre | Serbia | Germania | Francia |
| Gara a squadre | Serbia | Germania | Ucraina |

## Medagliere
Nazione ospitante 
| Pos.   | Paese       | Oro | Argento | Bronzo | Totale |
| ------ | ----------- | --- | ------- | ------ | ------ |
| 1      | Serbia      | 4   | 0       | 2      | 6      |
| 2      | Azerbaigian | 3   | 2       | 3      | 8      |
| 3      | Ucraina     | 2   | 1       | 3      | 6      |
| 4      | Francia     | 2   | 1       | 2      | 5      |
| 5      | Lituania    | 2   | 0       | 1      | 3      |
| 6      | Belgio      | 1   | 1       | 1      | 3      |
| 7      | Germania    | 1   | 2       | 1      | 4      |
| 8      | Spagna      | 1   | 1       | 0      | 2      |
| 9      | Ungheria    | 1   | 0       | 3      | 4      |
| 10     | Georgia     | 0   | 2       | 4      | 6      |
| 11     | Turchia     | 0   | 2       | 0      | 2      |
| 12     | Croazia     | 0   | 2       | 1      | 3      |
| 13     | Paesi Bassi | 0   | 1       | 1      | 2      |
| 14     | Israele     | 0   | 1       | 0      | 1      |
| 15     | Svezia      | 0   | 1       | 0      | 1      |
| 16     | Romania     | 0   | 0       | 3      | 3      |
| 17     | Moldavia    | 0   | 0       | 2      | 2      |
| 18     | Polonia     | 0   | 0       | 2      | 2      |
| 19     | Armenia     | 0   | 0       | 1      | 1      |
| 19     | Danimarca   | 0   | 0       | 1      | 1      |
| 19     | Kosovo      | 0   | 0       | 1      | 1      |
| 19     | Rep. Ceca   | 0   | 0       | 1      | 1      |
| 19     | Svizzera    | 0   | 0       | 1      | 1      |
| Totale | Totale      | 17  | 17      | 34     | 68     |